# 평등선거
평등선거(한자: 平等選擧)는 선거의 4원칙의 하나로, 유권자 개개인의 투표권이 재산, 신분, 성별, 교육 정도, 종교, 문화등의 영향을 받지 않고 모두 같은 것을 말한다.
평등선거는 불평등선거에 대립한다. 선거인의 투표가치를 평등하게 취급하여, 모든 유권자에게 동등하게 1인 1표의 투표권을 인정한다.

## 비판 및 문제점
평등선거는 개인마다 능력이나 정치의식의 차이가 있음에도 불구하고 각 개인의 정치의사를 1표로 환원시키는 것이므로 정치의식을 가지고 행사한 1표와 매수된 부패표를 같은 가치로 취급하는 모순이 있다는 비판을 받기도 한다. 그러나 이 모순은 평등선거에 문제가 있는 것이 아니라 국민의 정치의식에 문제가 있는 것이라고 지적된다. 그리고 선거권의 실질적 평등을 보장하기 위해서는 각 선거구의 선거인수와 그 선거구의 의원정수(議員定數)의 비례를 선거구 조정을 통하여 균형있게 할 것이 요구된다. 또 정당의 득표수와 그 정당의 당선의원의 수가 정당 간에 균형을 이룰 수 있어야 한다.

## 불평등선거
불평등선거는 시민민주주의의 시대에 많이 볼 수 있었던 제도로, 신분에 따라 특권층에 2표의 투표권을 주는 '복수투표제(複數投票制)' 또는 재산의 다과(多寡)에 따라 선거인을 몇 등급으로 나누어 각각 같은 수의 의원을 선출하는 '등급별선거제(等級別選擧制)'를 채택하여 선거권자의 선거권에 차별을 두는 것이다.

#### 예
예를 들어 가톨릭 신도에게는 2표, 개신교 신도에게는 1표를 준다거나, 남자에게 2표, 여자에게는 1표를 주는 것,  재산이 많은 사람에게는 2표, 재산이 적은 사람에게는 1표의 투표권을 주는 것, 3개국 이상의 언어를 구사하는 사람에게는 2표, 2개국 이하의 언어를 구사하는 사람에게는 1표를 주는 것, 수니 이슬람 신자에게는 2표, 시아 이슬람 신자에게는 1표의 투표권을 주는 것 (같은 종교를 믿더라도 종파에 따라 표의 가치가 다른 경우로, 사우디아라비아 등 서남아시아 지역에서 흔히 볼 수 있는 차등 선거 방식이다.)은 평등 선거에 어긋난다.

## 판례
- 평등선거의 원칙은 평등의 원칙이 선거제도에 적용된 것으로서 투표의 수적(數的)평등, 즉 1인1표의 원칙(one person, one vote)과 투표의 성과가치의 평등 즉 표의 투표가치가 대표자선정이라는 선거의 결과에 대하여 기여한 정도에 있어서도 평등하여야 한다는 원칙(one vote, one value)을 의미한다.[2]

- 선거구 획정에 있어서 인구비례 원칙에 의한 투표가치의 평등은 헌법적 요청으로서 다른 요소에 비하여 기본적이고 일차적인 기준이기 때문에 합리적 이유 없이 투표가치의 평등을 침해하는 선거구 획정은 자의적인 것으로서 헌법에 위반된다고 할 것이다.[3]